# Poeta nacional

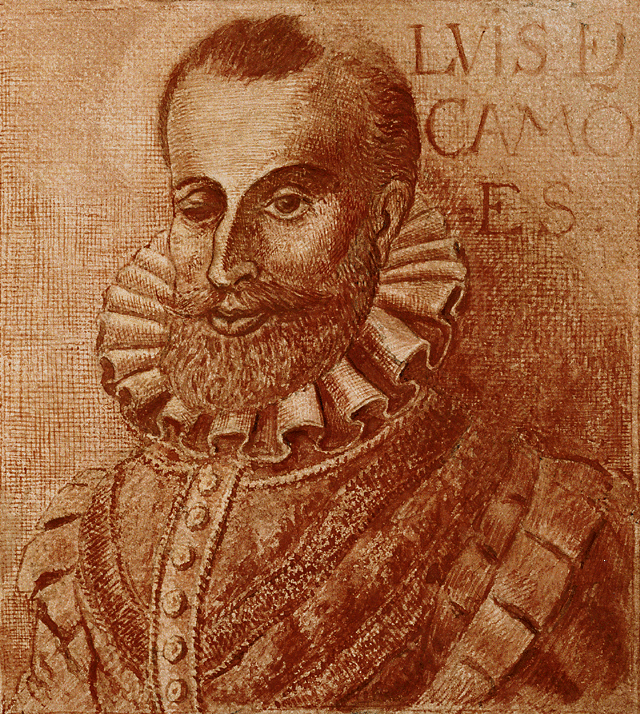
Luís Vaz de Camões

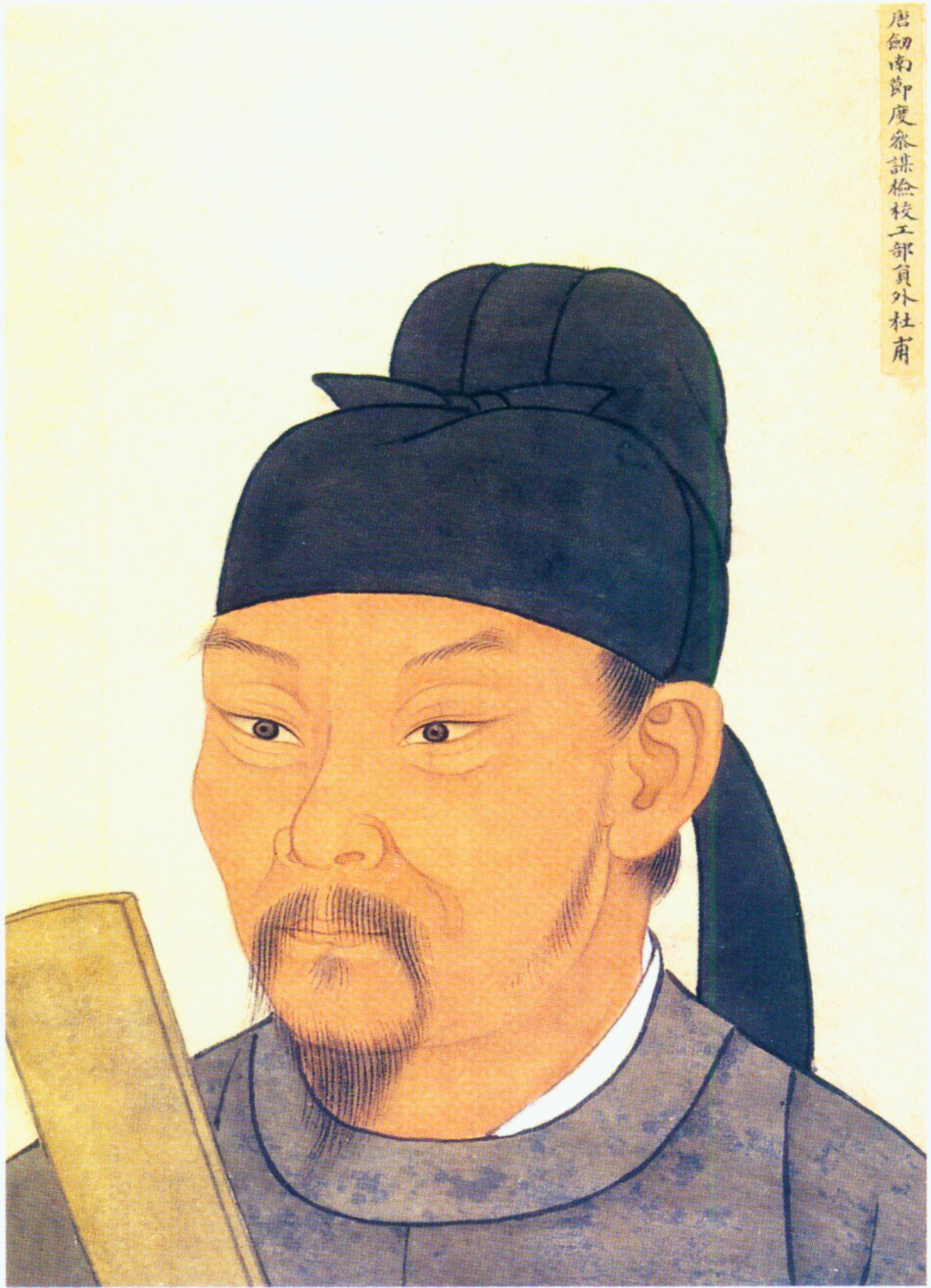
Du Fu

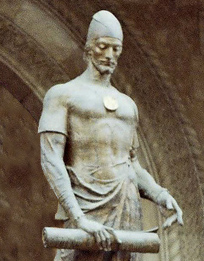
Rustaveli

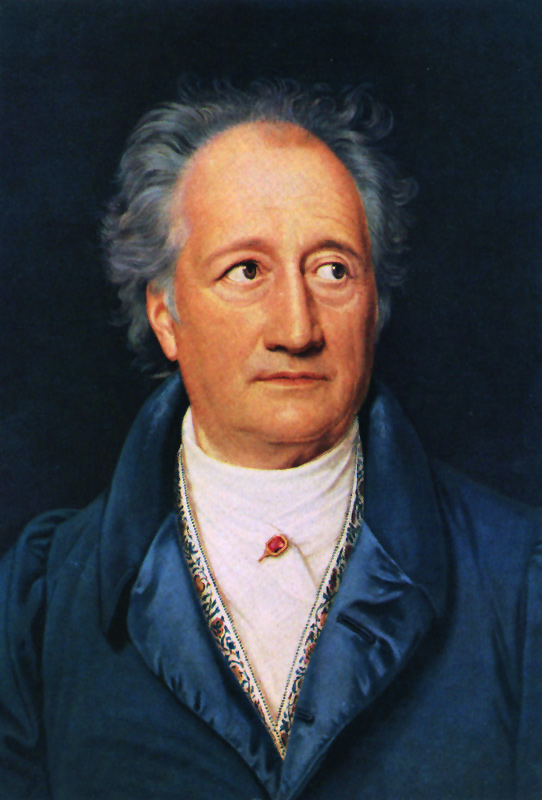
Goethe

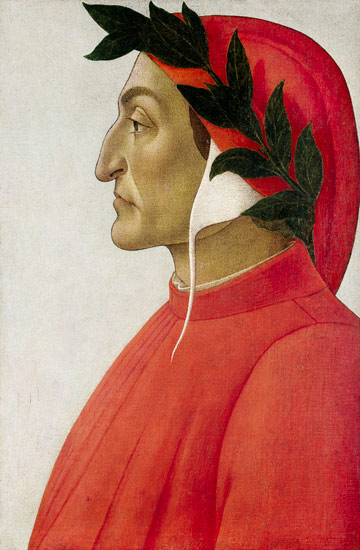
Dante

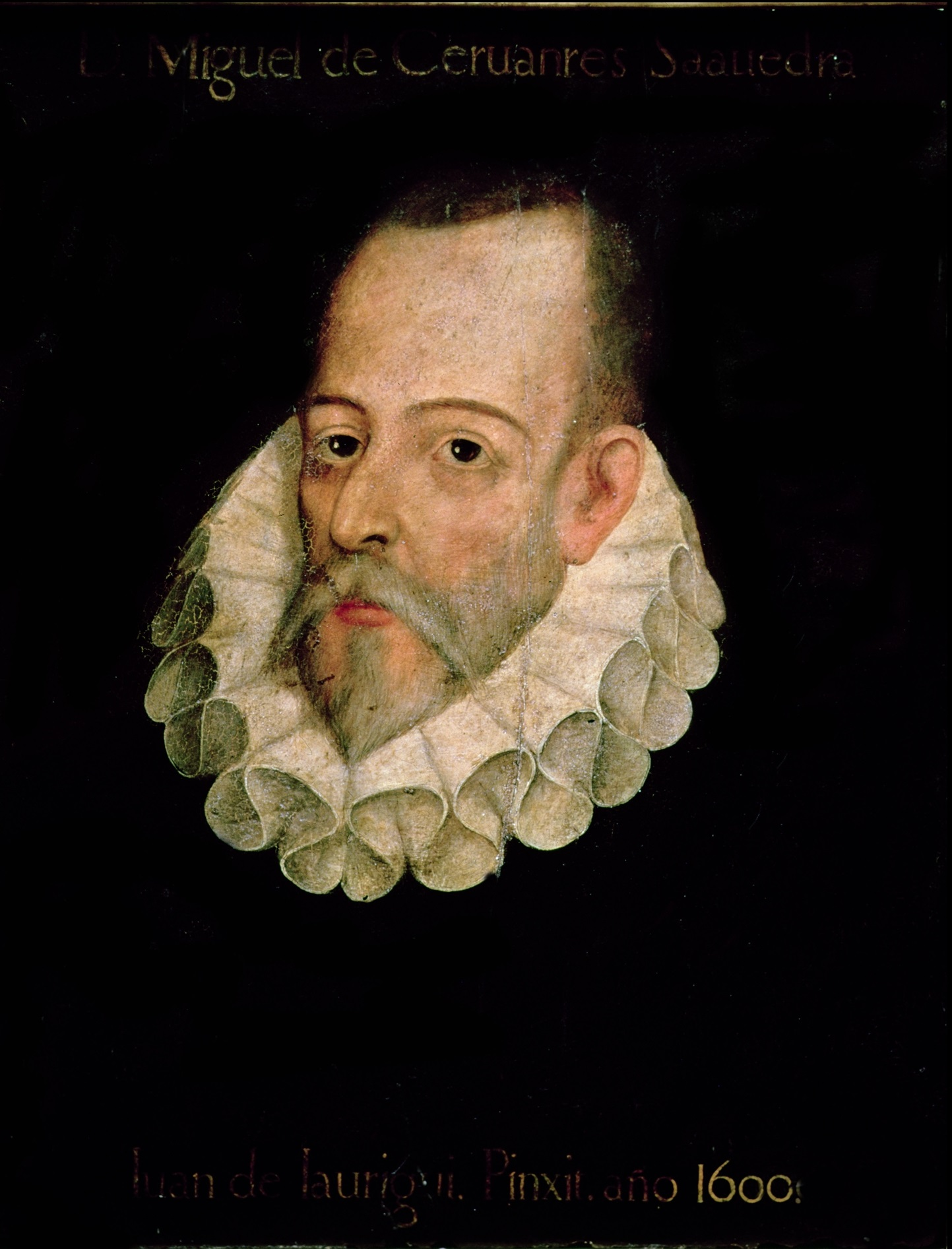
Cervantes

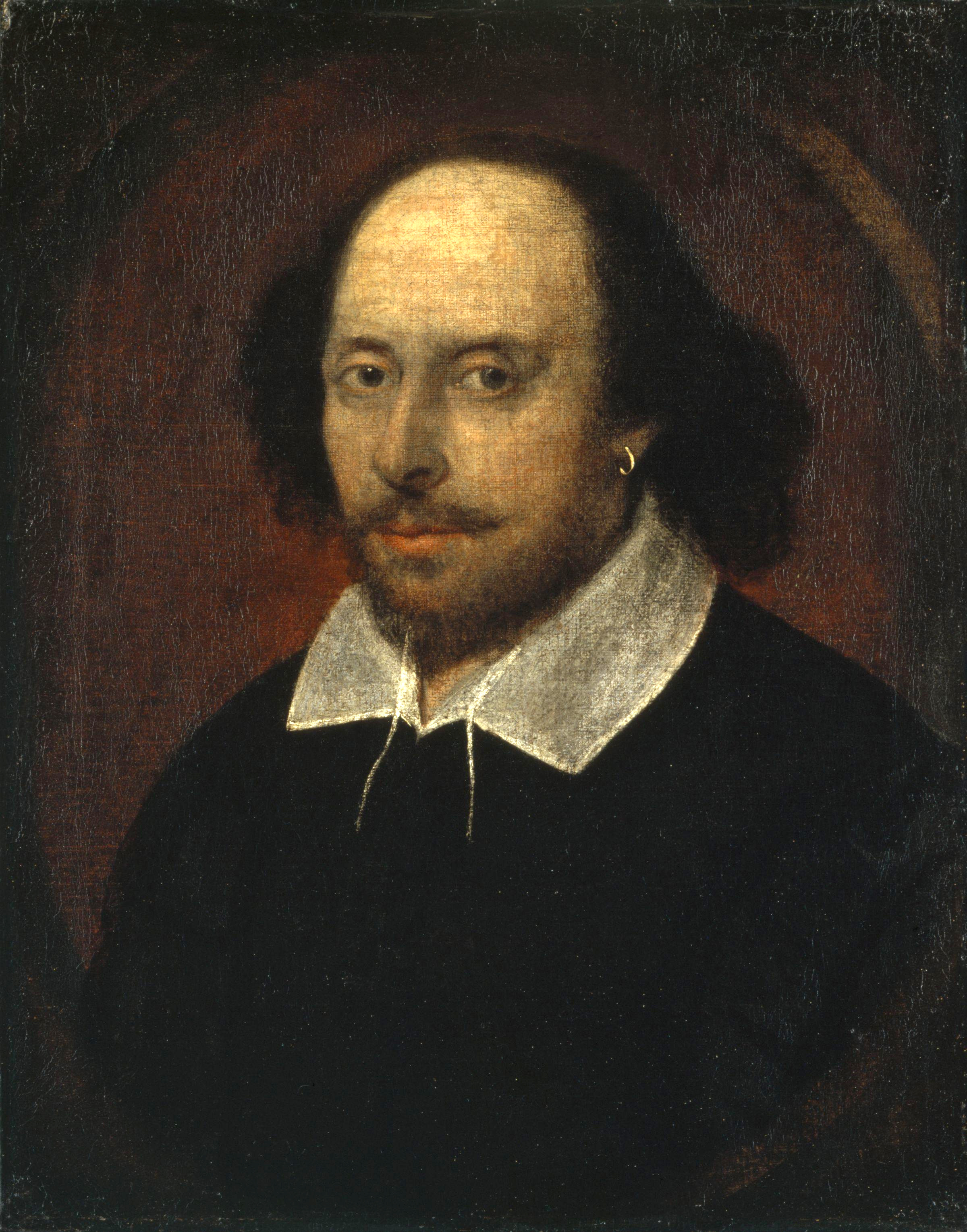
Shakespeare

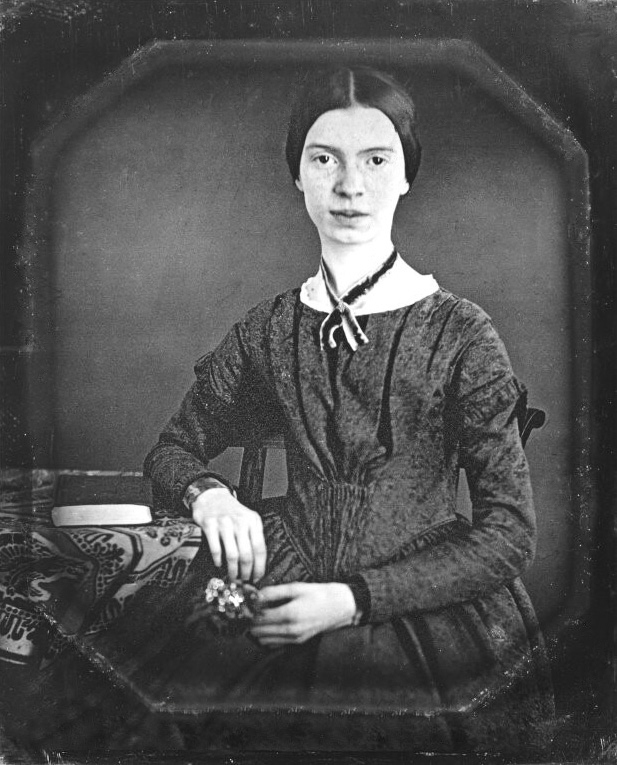
Dickinson

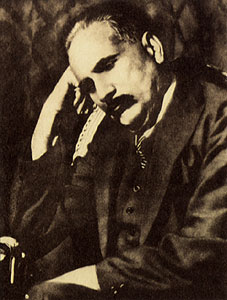
Iqbal

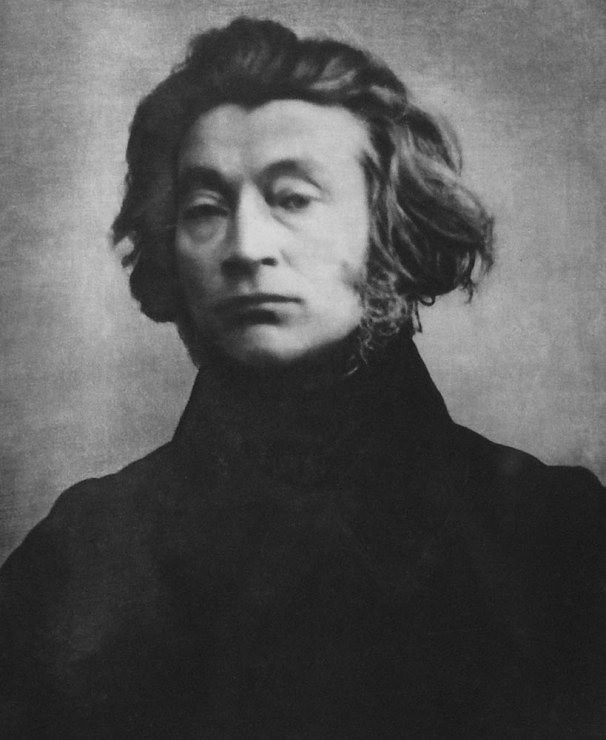
Mickiewicz

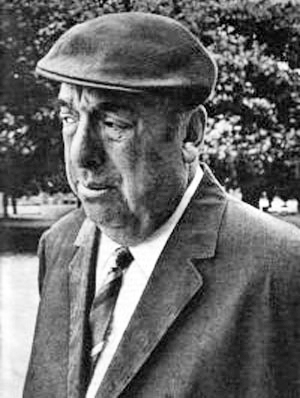
Neruda

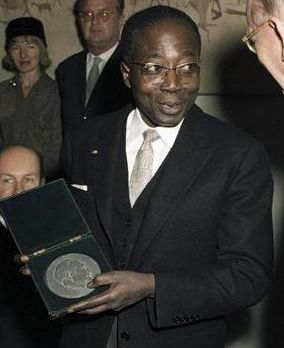
Senghor

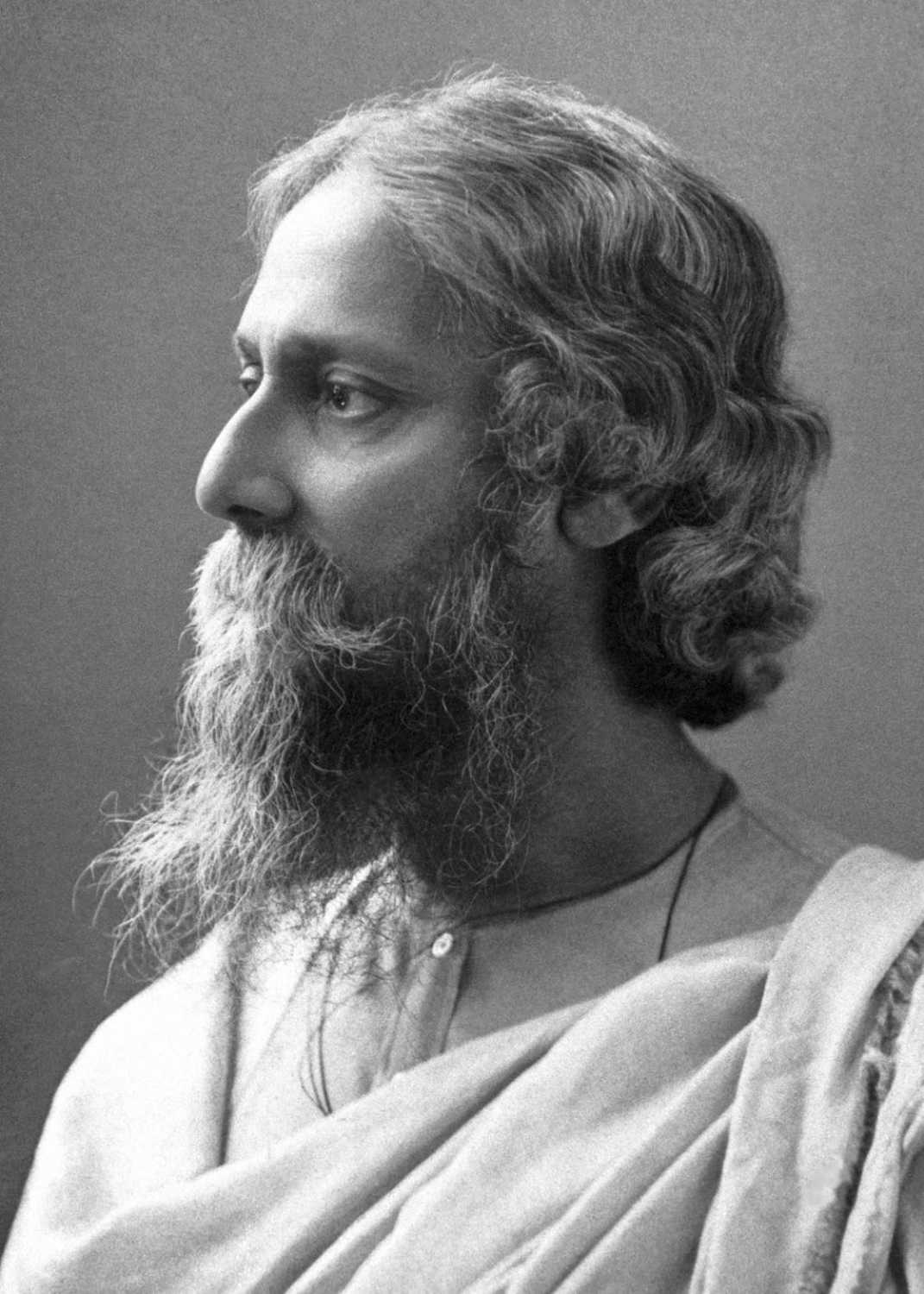
Tagore

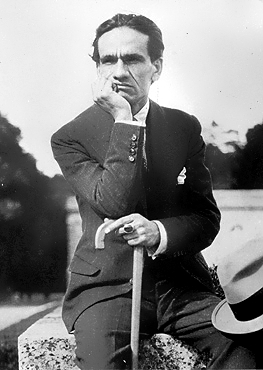
Vallejo

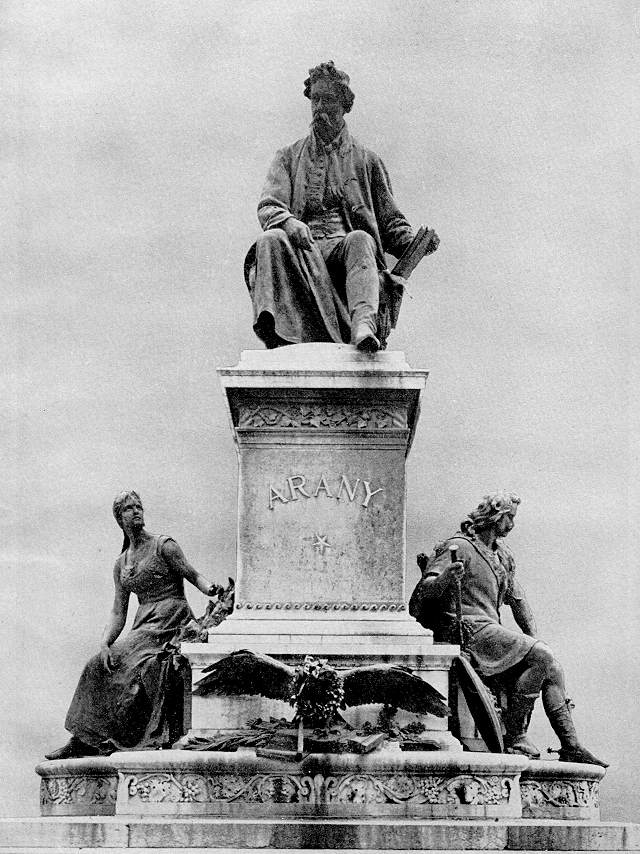
Arany

Um poeta nacional é um poeta que por tradição ou aclamação popular representa pela sua obra a identidade ou princípios de uma cultura nacional. O poeta nacional como herói cultural é um símbolo perene, distinguível dos vários detentores de cargos relacionados com poetas laureados. O princípio identificador dos poetas nacionais é o de figuras que ajudaram à consolidação de estados-nações validando um determinado grupo etnolinguístico.
Muitos poetas nacionais foram figuras históricas de séculos antigos, e outros são figuras relativamente recentes. A lista seguinte procura identificar alguns poetas cuja obra poderá ser considerada importante para determinadas nações (vistas como conceito cultural etnolinguístico), "países" (enquanto conceito geográfico) ou "Estados" (enquanto conceito político).

## África
- África do Sul - Mazisi Kunene
- Argélia - Si Mohand
- Egito - Ahmed Shawqi
- Etiópia - Tsegaye Gabre-Medhin
- Mali - Fily Dabo Sissoko
- Marrocos - Mohammed Awzal
- Nigéria - Chinua Achebe
- Senegal - Léopold Sédar Senghor
- Somália - Hadrawi
- Sudão - Gely Abdel Rahman
- Tanzânia - Shaaban bin Robert[2]
- Tunísia - Aboul-Qacem Echebbi

## Ásia
- Afeganistão - Khushal Khattak,[3] Ferdusi
- Arábia Saudita - Ghazi Abdul Rahman Al Gosaibi
- Azerbaijão - Fuzûlî, Imadaddin Nasimi, Samad Vurgun
- Bangladexe - Kazi Nazrul Islam[4]
- Birmânia - Min Thu Wun
- Camboja - Preah Botumthera Som, Krom Ngoy, Chuon Nath
- Cazaquistão - Abai Qunanbaiuli, conhecido como Abai Kunanbaev
- China - Du Fu, Li Bai, Lu Xun
- Coreia - Kim Sowol, Ko Un
- Curdistão  - Khana Qubadi
- Filipinas - Francisco Balagtas
- Iémen - Abdullah Al-Baradouni
- Índia - Rabindranath Tagore [5]
- Indonésia - Chairil Anwar
- Irão - Ferdusi, Rumi, Hafez, Rudaqui, Nizami Ganjavi, Saadi, Omar Caiam, Nácer Cosroes, Adib Boroumand
- Iraque - Maarouf Al Rasafi
- Israel - Hayim Nahman Bialik, Yehuda Amichai, Yehuda Halevi, Rei David, Rei Salomão
- Japão - Koizumi Yakumo, Murasaki Shikibu
- Jordânia - Mustafa Wahbi al-Tal
- Quirguistão - Toktogul Satylganov
- Líbano - Kahlil Gibran, Said Akl
- Malásia - Usman Awang
- Mongólia - Dashdorjiin Natsagdorj, Byambyn Rinchen, Hadaa Sendoo
- Nepal - Bhanubnakta Acharya, Laxmi Prasad Devkota, Motiram Bhatta,
- Palestina - Mahmoud Darwish
- Paquistão - Allama Muhammad Iqbal
- Síria - Nizar Qabbani
- Sri Lanca - Ananda Samarakoon
- Tajiquistão - Rudaqui, Ferdusi, Saadi, Molavi, Nácer Cosroes, Sadriddin Ayni, Gulnazar Keldi
- Tailândia - Sunthorn Phu
- Turquemenistão - Magtymguly Pyragy
- Uzbequistão - Abdulla Oripov, Erkin Vohidov, Gʻafur Gʻulom, Mirtemir
- Vietname - Nguyễn Du, Nguyễn Đình Chiểu

## Europa
- Albânia - Gjergj Fishta, Naim Frashëri
- Alemanha - Johann Wolfgang von Goethe, Friedrich Schiller
- Andorra - Albert Salvadó
- Arménia - Hovhannes Tumanyan, Sayat-Nova, Paruyr Sevak
- Áustria - Franz Grillparzer, Peter Rosegger, Johann Nepomuk Nestroy
- Bielorrússia - Yanka Kupala, Yakub Kolas
- Bélgica - Emile Verhaeren, Maurice Maeterlinck
- Bósnia e Herzegovina - Izet Sarajlić
- Bulgária - Hristo Botev,[6] Ivan Vazov
- Catalunha - Jacint Verdaguer
- Croácia - Marko Marulić, Miroslav Krleža
- Chipre  - Vasilis Michaelides
- Dinamarca - Adam Oehlenschläger
- Escócia - Robert Burns, Hugh MacDiarmid, John Barbour, Edwin Morgan
- Eslováquia - Pavol Országh Hviezdoslav
- Eslovénia - France Prešeren
- Espanha - Miguel de Cervantes, Lope de Vega,[1] Federico García Lorca
- Estónia - Lydia Koidula, Friedrich Reinhold Kreutzwald
- Finlândia - Johan Ludvig Runeberg, Elias Lönnrot
- Flandres - Hendrik Conscience, Guido Gezelle, Hugo Claus
- França - Victor Hugo, Charles Baudelaire
- Frísia - Gysbert Japicx
- Galiza - Rosalía de Castro, Eduardo Pondal [7]
- Geórgia - Shota Rustaveli
- Gibraltar - Héctor Licudi
- Grécia - Homero, Dionysios Solomos
- Guérnesei - George Métivier
- Hungria - Sándor Petőfi, János Arany
- Ilhas Feroé - William Heinesen
- Inglaterra - William Shakespeare[8]
- Irlanda - Thomas Moore, William Butler Yeats
- Islândia - Jónas Hallgrímsson, Hallgrímur Pétursson, Halldór Laxness
- Itália - Dante Alighieri (ou Dante), Giosuè Carducci, Giacomo Leopardi, Ugo Foscolo, Gabriele D'Annunzio
- Cosovo - Din Mehmeti, Ali Podrimja
- Letónia - Rainis, Andrejs Pumpurs
- Liechtenstein - Peter Kaiser
- Lituânia -   Kristijonas Donelaitis, Maironis
- Luxemburgo - Edmond de la Fontaine (conhecido como Dicks), Michel Rodange, Michel Lentz
- Macedónia - Kočo Racin, Georgi Pulevski, Kole Nedelkovski
- Malta - Dun Karm Psaila
- Moldávia - Mihai Eminescu, Grigore Vieru
- Mónaco  - Louis Notari
- Montenegro - Petar II Petrović-Njegoš
- Noruega    - Henrik Wergeland
- País Basco - Joseba Sarrionandia
- País de Gales - Dylan Thomas, Dafydd ap Gwilym
- Países Baixos - Joost van den Vondel, Jacob Cats
- Polónia - os Três Bardos (Adam Mickiewicz, Juliusz Słowacki, Zygmunt Krasiński), Jan Kochanowski
- Portugal - Luís de Camões, Fernando Pessoa
- República Checa - Karel Hynek Mácha, Božena Němcová, Jan Neruda
- Roménia - Mihai Eminescu
- Rússia - Alexander Pushkin
  - Daguestão - Rasul Gamzatov
  - Ossétia - Kosta Khetagurov
- São Marino - Pio Chiaruzzi
- Sérvia  - Petar II Petrović-Njegoš (Yugoslavia, Serbia and Montenegro)[9]
- Suécia - Carl Michael Bellman, Gustaf Fröding, Verner von Heidenstam, Esaias Tegnér
- Suíça - Gottfried Keller, Carl Spitteler
- Turquia - Mehmet Akif Ersoy
- Ucrânia - Taras Shevchenko

## América do Norte
- Canadá - Pauline Johnson
- Cuba - José Martí
- Estados Unidos - Walt Whitman, Emily Dickinson, Robert Frost, Carl Sandburg, Maya Angelou
- Guatemala - Miguel Ángel Asturias
- Haiti - Jacques Roumain
- México - Ramón López Velarde, Octavio Paz
- Nicarágua - Rubén Darío
- Panamá - Ricardo Miró[10]
- Quebeque - Émile Nelligan, Gaston Miron, Octave Crémazie, Gilles Vigneault, Félix Leclerc
- República Dominicana - Pedro Mir
- Santa Lúcia - Derek Walcott

## América do Sul
- Argentina - José Hernández,[11] Jorge Luis Borges
- Brasil - Gonçalves Dias, Olavo Bilac, Carlos Drummond de Andrade
- Chile - Pablo Neruda, Gabriela Mistral
- Colômbia - Rafael Pombo
- Equador - José Joaquín de Olmedo, Jorge Enrique Adoum
- Peru - César Vallejo
- Uruguai - Juan Zorrilla de San Martín
- Venezuela - Rómulo Gallegos, Andrés Eloy Blanco

## Oceania
- Austrália - Henry Lawson, Adam Lindsay Gordon, Dorothea Mackellar, A. B. "Banjo" Paterson
- Nova Zelândia - Katherine Mansfield, Janet Frame

## Literatura
- Marcel Cornis-Pope and John Neubauer, eds., Figures of National Poets (2004)
- Edward Whitley, American Bards: Walt Whitman and Other Unlikely Candidates for National Poet (2010)
- Michael Dobson, The Making of the National Poet (1992)
- Josep R. Llobera, Foundations of National Identity (2004)